# سانا نیلسن
سانا نیلسن (انگلیسی: Sanna Nielsen؛ زادهٔ ۲۷ نوامبر ۱۹۸۴) یک خواننده اهل سوئد است. وی از سال ۱۹۹۶ میلادی تاکنون مشغول فعالیت بوده‌است.
او در مسابقه آواز یوروویژن ۲۰۱۴ نماینده سوئد بود.

## ترانه‌ها
- دیروز و امروز - ۲۰۰۱
- همه دنیا برای من - ۲۰۰۳
- من و تو در مقابل جهان - ۲۰۰۵
- جرات داری؟ من دارم - ۲۰۰۷
- اتاق خالی - ۲۰۰۸
- عاشق شدم - ۲۰۱۱
- بازگشت - ۲۰۱۴